# Carl Haeser

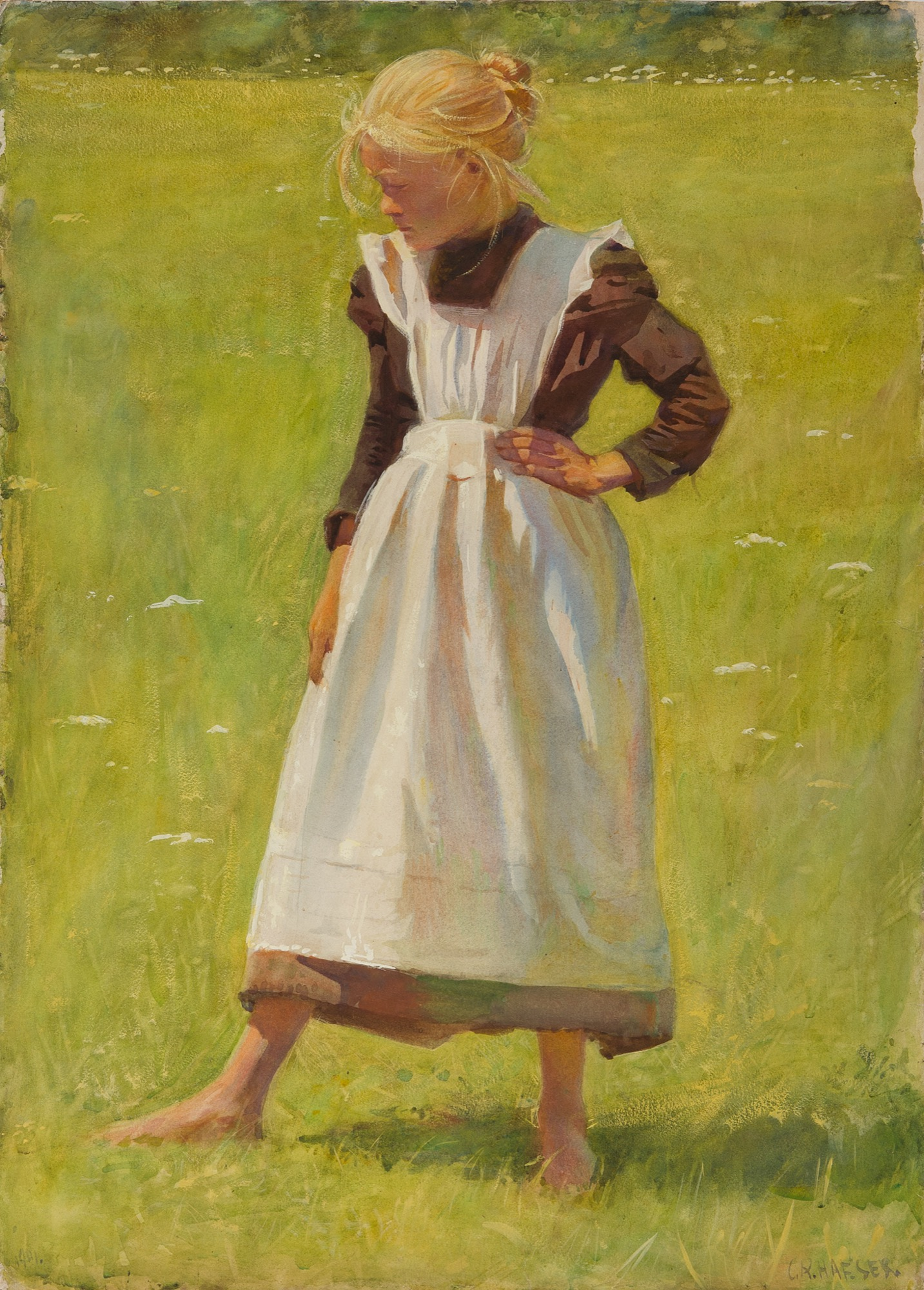
Mädchen auf einer Blumenwiese, Gemälde von 1901 von Carl Reinhold Haeser

Carl Reinhold Haeser (* 3. Juli 1871 in Rippien; † 26. Juli 1939 in München) war ein deutscher Maler.

## Leben
Carl Haeser wurde 1871 als drittes Kind der Familie Haeser in Rippien geboren. Sein Vater war Zigarrenfabrikant und Handelsmann. Carl Haeser studierte an der Dresdner Kunstakademie u. a. bei Carl Bantzer und Gotthardt Kuehl. Bantzer und Kühl waren Wegbereiter des Impressionismus in Dresden und treibende Kraft im Verein bildender Künstler Dresden, der ersten der Dresdner Sezessionsbewegungen.
Studienreisen führten Carl Haeser nach Dalmatien und Italien. Eine Zeitlang unterrichtete er an der Dresdner Akademie. Carl Haeser beteiligte sich 1910 an der ersten Ausstellung der Künstlervereinigung Dresden in den Räumen des Sächsischen Kunstvereins auf der Brühlschen Terrasse und er war Mitglied der Dresdner Künstlergruppe 1913 um Johann Walter-Kurau.

## Ausstellungen (Auswahl)
- Große Berliner Kunstausstellung 1907 bis 1913
- Erste Ausstellung der Künstlervereinigung Dresden 1910
- Sächsische Kunstausstellung in Dresden 1906, 1934
- Großen Kunstausstellungen in Dresden 1908 und 1912
- Große Aquarellausstellung in Dresden 1909 und 1913
- Ausstellung der Künstlervereinigung Dresden 1910 und 1916
- Ausstellung der Dresdner Künstlergruppe 1913 in der Galerie Arnold
- Große Kunstausstellung in Düsseldorf 1911
- Große Kunstausstellung in Hannover 1912
- Große Kunstausstellung in München im Glaspalast 1910, 1911, 1914 und 1916
- Die Kunst dem Volke, Dresden, 1933